# Сейба великолепная
Сейба великолепная (лат. Ceiba speciosa), также известная под названиями Хоризия великолепная (лат. Chorisia speciosa) — лиственное дерево тропических и субтропических лесов Южной Америки, вид рода Сейба (Ceiba) семейства Мальвовые. Народное название «Хлопковое дерево», иногда его ещё называют «бутылочным деревом», однако данное название может относиться и ко многим другим видам.
Плоды представляют собой яйцевидные коробочки 20 см в длину, в которых находятся мелкие чёрные семена, окружённые пушистой волокнистой массой, напоминающей хлопок или шёлк.
Растения рода Хоризия представляют несколько видов деревьев высотой от 2 до 50 метров с раскидистой кроной. Стволы деревьев некоторых видов как бы распухшие и шипастые, также и ветви у них усеяны шипами. Листья как правило имеют от 5 до 7 овальных «пальцев» (редко — 3) длиной до 15 сантиметров. Цветки крупные, иногда со сложенными воронкой лепестками, чаще — с раскрытыми и направленными в разные стороны. Их цвет различается у разных видов. Опыление производится при помощи насекомых (ночных и дневных бабочек), а также колибри и летучих мышей. В декоративной культуре известны 2 вида хоризий — розовая хоризия великолепная Chorisia speciosa (с красными и розовыми цветками), естественно произрастающая преимущественно в субтропических и частично в тропических регионах Парагвая и южной Бразилии, и белая хоризия замечательная, или отличная, или царская Chorisia insignis с беловато-кремовыми цветками, происходящая из субтропических лесов северо-восточной Аргентины, Бразилии, Боливии и Парагвая. Оба вида являются одними из наиболее красивейших деревьев, культивируемых в странах с тёплым климатом. Плод — многосемянная луковицевидная коробочка. Мелкие семена для увеличения парусности погружены в большую массу белых или коричневых шелковистых нитей, являющихся производным стенки околоплодника, и внешне очень напоминающих густой хлопок. Этот шёлковый хлопок, выпадающий на ветви и землю из растрескивающихся одревесневающих коробочек, словно украшает дерево ватой, за что хоризия и получила своё английское название — «дерево шёлкового волокна» (Floss Silk Tree). Хлопок, или капок хоризий, в больших количествах созревающий к концу зимы, издавна использовали местные жители для набивания матрасов, подушек и мягкой мебели.

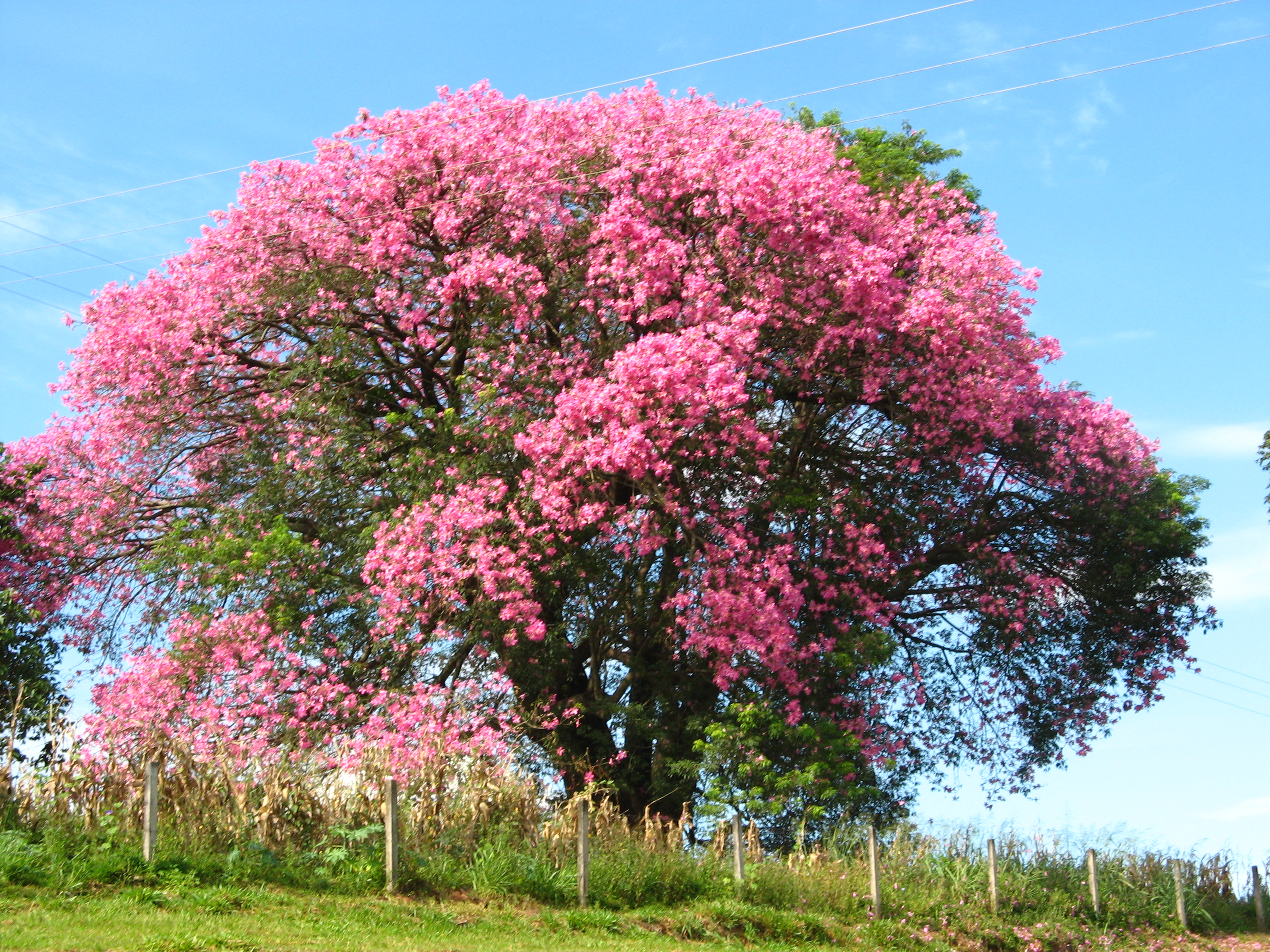
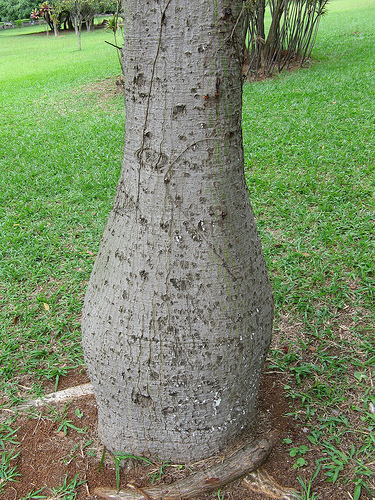
Ствол
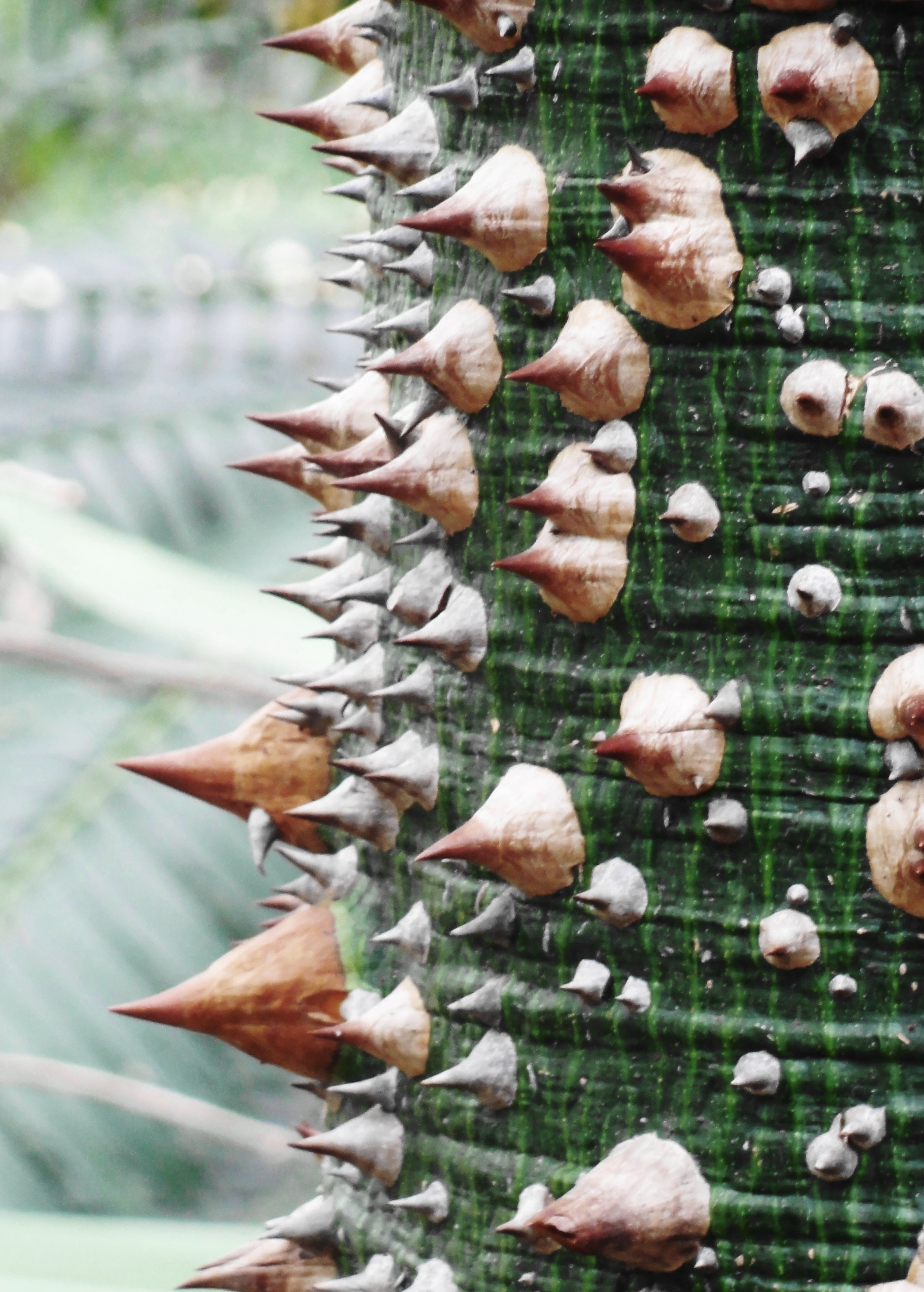
Фрагмент ствола с колючками
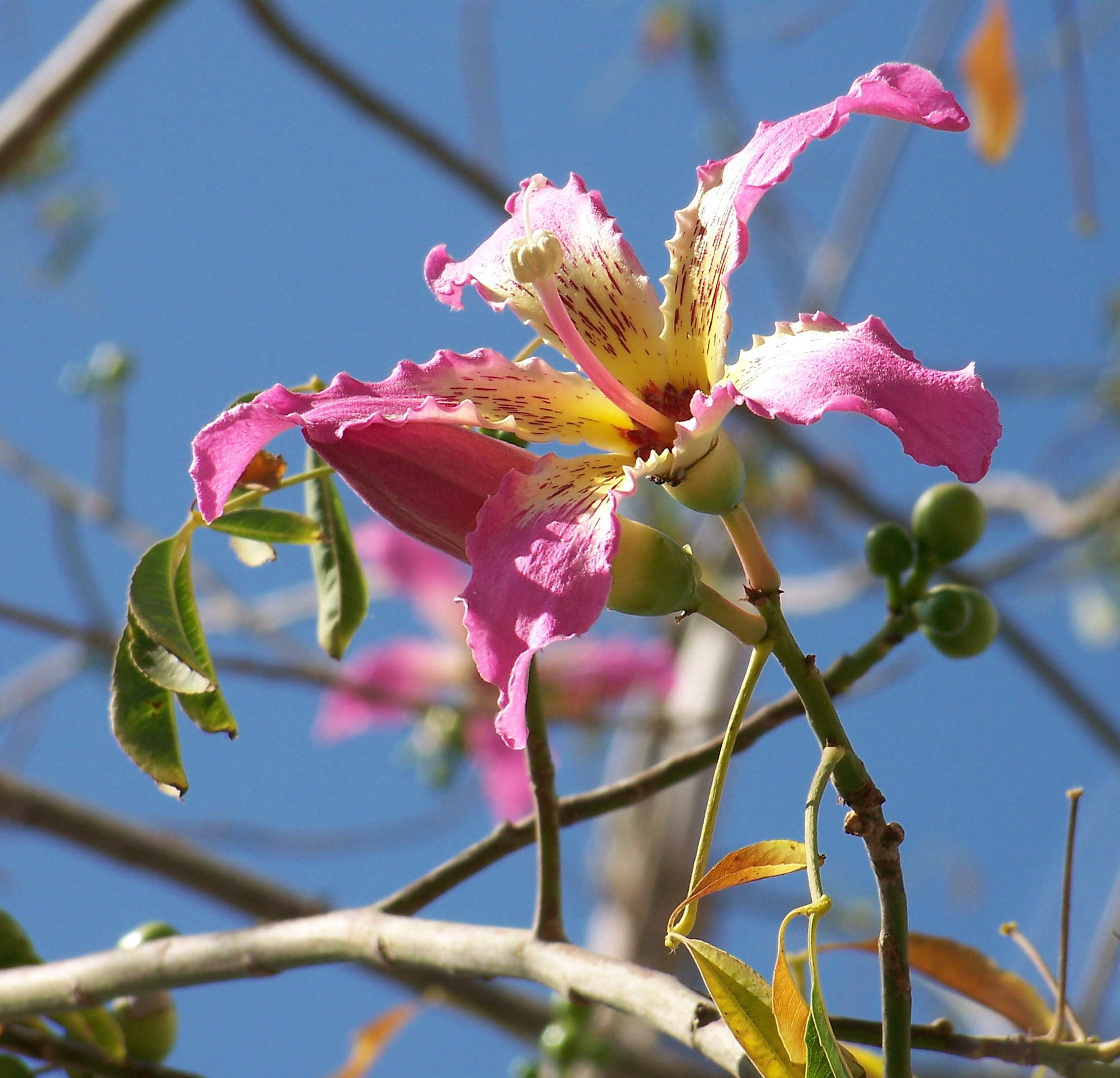
Цветок
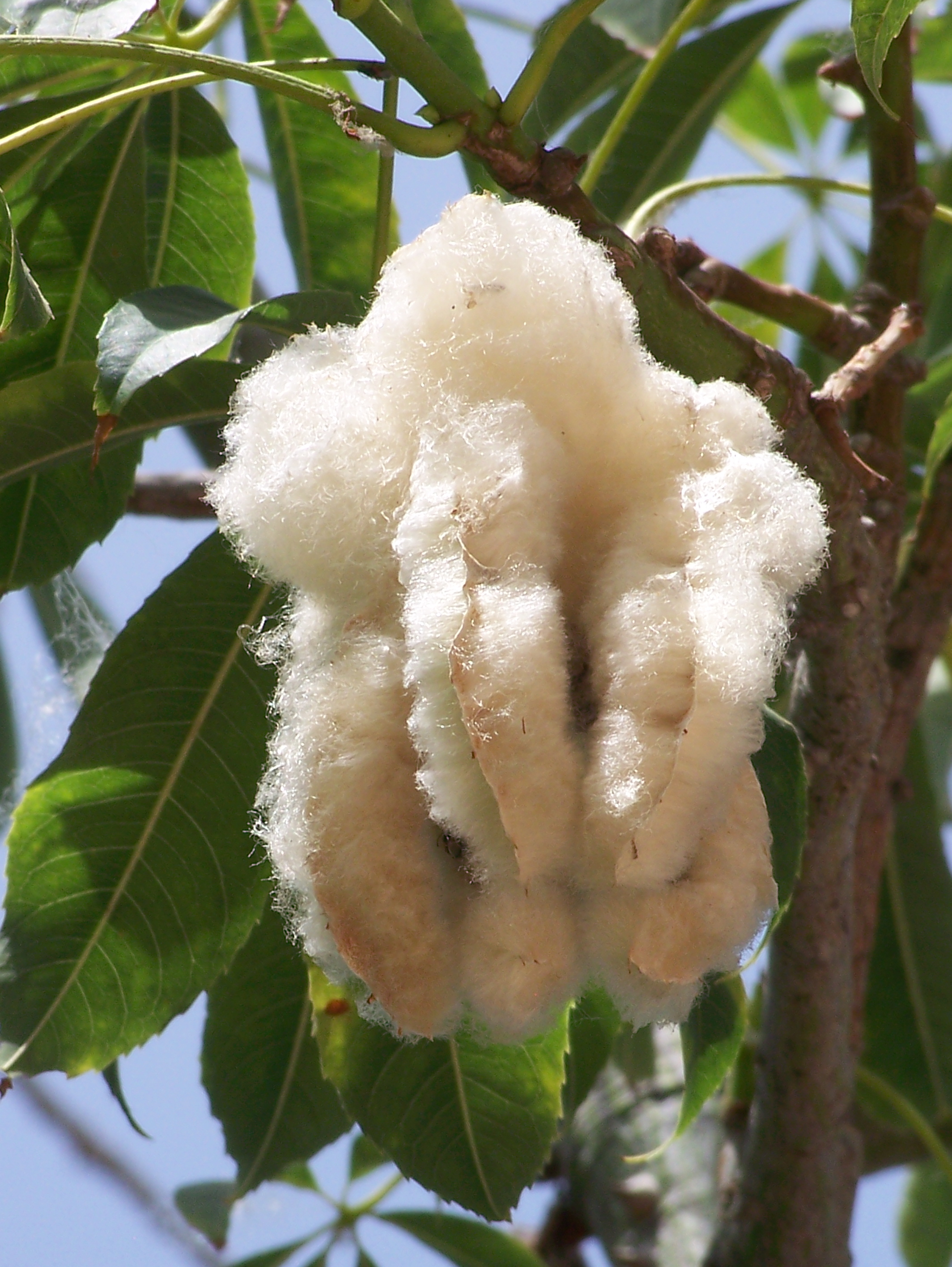
Раскрывшийся плод
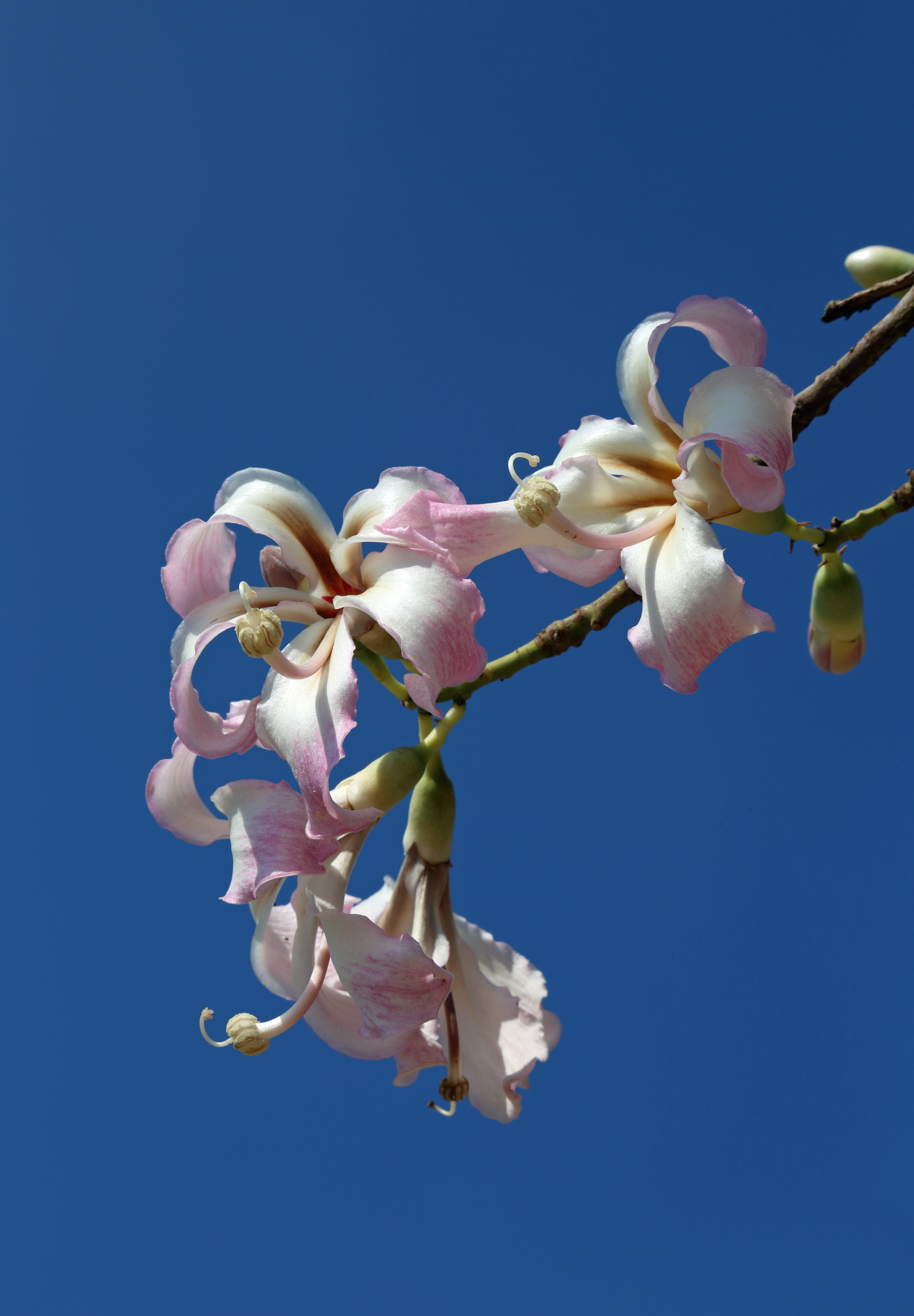